# Бойченко, Виктор Кузьмич
Виктор Кузьмич Бойченко (21 июля 1925—26 декабря 2012) — старший лейтенант Советской Армии, участник Великой Отечественной войны, Герой Советского Союза (1943).

## Биография
Виктор Бойченко родился 21 июля 1925 года в Актюбинске (ныне — Казахстан) в рабочей семье. В 1932 году родители Виктора Кузьмича переехали  на Кубань в станицу Тимашевскую. Здесь он учился  в железнодорожной школе, окончив 10 классов с отличием. В июле 1942 года был призван на службу в Рабоче-крестьянскую Красную Армию. С августа того же года — на фронтах Великой Отечественной войны. Свой боевой путь начал на Кавказе в качестве автоматчика и снайпера по защите Туапсе и горных перевалов Кавказского хребта между городами Туапсе и Сочи в составе первого Ударного отряда особого назначения 18-й Армии Черноморской группы войск Закавказского и Северо- Кавказских фронтов. Получил квалификацию снайпера первой категории. Октябрь-декабрь 1942 года В. К. Бойченко – стрелок, автоматчик и снайпер в девятом высокогорном альпийском отряде специального назначения 18-й Армии. С декабря 1942 года ефрейтор Виктор Бойченко был разведчиком 496-й отдельной разведроты 236-й стрелковой дивизии 46-й армии Юго-Западного фронта. Отличился во время битвы за Днепр. В 1944 года в качестве командира 222-й отдельной разведроты, в составе 416-й стрелковой дивизии 5-й Армии 3-го Украинского фронта участвовал в освобождении Молдавии. В 1945 году офицер Виктор Бойченко в составе 352-й отдельной роты разведки 32-го стрелкового корпуса 5-й ударной Армии 1-го Белорусского фронта завершил свой боевой путь в Берлине. 
В 1944 году Бойченко окончил Курсы усовершенствования офицерского состава. В 1946 году в звании старшего лейтенанта был уволен в запас. В 1951 году Бойченко окончил Институт внешней торговли. С 1953 по 1954 год работает в Китайской Народной Республике. В 1980-х годах был заместителем председателя Государственного комитета СССР по иностранному туризму, входил в Советский комитет защиты Мира, Союз советских обществ дружбы с зарубежными странами, Советский комитет ветеранов войны. Жил в Москве. Долгое время возглавлял Совет ветеранов 295-й стрелковой дивизии. 
Умер 26 декабря 2012 года, похоронен на Троекуровском кладбище.

## Подвиги
В ночь с 25 на 26 сентября 1943 года Бойченко в составе группы разведчиков форсировал Днепр в районе Днепропетровска и захватил на западном берегу реки плацдарм, вошедший в историю как Аульский плацдарм. В течение ночи группе удалось отбить несколько вражеских контратак. В боях Бойченко лично уничтожил 9 немецких военнослужащих. В ходе боёв за расширение плацдарма Бойченко неоднократно ходил в тыл противника и добывал ценные сведения о нём.
Указом Президиума Верховного Совета СССР от 1 ноября 1943 года за «за успешное форсирование реки Днепр, прочное закрепление плацдарма на западном берегу реки Днепр и проявленные при этом отвагу и геройство» ефрейтор Виктор Бойченко был удостоен высокого звания Героя Советского Союза с вручением ордена Ленина и медали «Золотая Звезда» за номером 1938.
В боях за Берлин в ночь с 28 на 29 апреля 1945 года лейтенант Бойченко во главе разведгруппы забросал немцев гранатами, уничтожив 2 пулемёта противника и захватив при этом 3-х пленных. В ночь с 29 на 30 апреля при похожей операции Виктор Бойченко уничтожил ещё 2 пулемёта. За период боёв за Берлин взвод под командованием лейтенанта Бойченко захватил до 200 пленных.
26 мая 1945 года от имени Президиума Верховного Совета Союза ССР был награждён орденом Отечественной войны II степени «за образцовое выполнение боевых заданий Командования на Фронте борьбы с немецкими захватчиками и проявленные при этом доблесть и мужество».

## Награды
Герой Советского Союза (1 ноября 1943 г.)
Медаль «Золотая Звезда» (1 ноября 1943 г.)
Орден Ленина (1 ноября 1943 г.)
Орден Красной звезды (9 октября 1943 г.)
Орден Отечественной войны I (11 марта 1985 г.) и II степени (26 мая 1945 г.)
Орден Трудового Красного Знамени (17 декабря 1966 г.)
Орден Дружбы народов (28 мая 1976 и 21 февраля 1986 гг.)
Орден Знак почёта (18 октября 1971 и 14 ноября 1980 гг.)
Медаль «За победу над Германией в Великой Отечественной войне 1941—1945 гг.»
Медаль Жукова
Медаль «За оборону Кавказа»
Медаль «За взятие Берлина»
Медаль «Ветеран труда»
Медаль «За доблестный труд в Великой Отечественной войне 1941—1945 гг.»
Медаль «В ознаменование 100-летия со дня рождения Владимира Ильича Ленина»
Юбилейная медаль «30 лет Советской Армии и Флота»
Юбилейная медаль «40 лет Вооружённых Сил СССР»
Юбилейная медаль «50 лет Вооружённых Сил СССР»
Юбилейная медаль «60 лет Вооружённых Сил СССР»
Юбилейная медаль «70 лет Вооружённых Сил СССР»
Юбилейная медаль «Двадцать лет Победы в Великой Отечественной войне 1941—1945 гг.»
Юбилейная медаль «Тридцать лет Победы в Великой Отечественной войне 1941—1945 гг.»
Юбилейная медаль «Сорок лет Победы в Великой Отечественной войне 1941—1945 гг.»
Юбилейная медаль «50 лет Победы в Великой Отечественной войне 1941—1945 гг.»
Юбилейная медаль «60 лет Победы в Великой Отечественной войне 1941—1945 гг.»
Юбилейная медаль «65 лет Победы в Великой Отечественной войне 1941—1945 гг.»
Знак «25 лет победы в Великой Отечественной войне»
Медаль «В память 850-летия Москвы»
Юбилейная медаль «60 лет освобождения Молдовы от фашистской оккупации» (20 августа 2004 г.)
Почётный гражданин Кишинёва
Почётный гражданин Днепродзержинска
почётный житель внутригородского муниципального образования Гагаринское в городе Москве с 2009 года.